# Опасна сила
„Опасна сила“ (на английски: Danger Force) е американски комедиен телевизионен сериал, разработен от Кристофър Новак, в който се излъчва премиерно по Nickelodeon на 28 март 2020 г. Сериалът е спиноф на „Опасния Хенри“ и в сериала участват Купър Барнс, Майкъл Д. Коен, Хаван Флорес, Терънс Литъл Гардънхай, Дейна Хийт и Лука Лухан.

## В България
В България сериалът е излъчен по Nickelodeon през 2021 г. Дублажът е нахсинхронен в студио „Про Филмс“. В него участват Балена Ланджева, Живко Джуранов, Петър Върбанов, Росен Русев и други.